# Frederic Duran i Jordà
Frederic Duran i Jordà   (Barcelona, 25 d'abril de 1905 - Manchester, 30 de març de 1957) va ser un metge català exiliat a la Gran Bretanya, pioner de l'hemoteràpia. Va crear el primer servei de transfusió del món a Barcelona el 1936. Prèviament existien bancs de sang, llocs on s'emmagatzemen donacions de sang per a ser transfoses. El Dr. Duran i Jordà va crear una metodologia que serviria per a recollir les donacions de sang i ser transfoses a distància, en aquest cas el front de batalla de la Guerra Civil espanyola. Aquest mètode va ser posteriorment aplicat en la Segona Guerra Mundial.

## Biografia
Frederic Duran va néixer al barri barceloní de la Barceloneta, el 25 d'abril de 1905 en el si d'una família de classe mitjana originària de Martorell. El seu pare era un comerciant amb inquietuds per la cultura i l'esport que es va preocupar perquè el menor dels seus cinc fills, Frederic, tingués una educació. Ell inicialment havia previst una educació elemental, però la capacitat del nen va impressionar els seus professors que van convèncer el pare perquè li permetés, primer cursar el batxillerat i després anar a la universitat. Va haver-hi discrepàncies entre pare i fill respecte a l'elecció final, Frederic se sentia atret per la química però finalment es va imposar el pragmatisme patern i es va matricular a medicina en 1922. Va compaginar els seus estudis amb diversos interessos que anaven des del naturisme fins a l'esperanto. Finalment, va aconseguir la llicenciatura als 23 anys, al juny de 1928.
Durant la carrera, la seva vocació per la química el va conduir cap a les anàlisis clíniques i mentre era intern en la Càtedra de Patologia Quirúrgica del Dr. Antoni Trias i Pujol a l'Hospital Clínic de Barcelona ja va començar a treballar en aquesta àrea. Va començar per encarregar-se de la secció d'Anàlisis Clíniques del Dispensari d'Aparell Digestiu del Clínic i posteriorment va passar a ser facultatiu supernumerari d'anàlisi clínica de l'ajuntament de Barcelona i a dirigir el laboratori d'anàlisi de l'Institut Frenopàtic de les Corts, càrrec que va ocupar fins al final de la Guerra Civil.
En el mes de febrer de 1939 Duran i Jordà va marxar cap al Regne Unit convidat per la Creu Roja Britànica, única forma de poder emigrar a aquest país; invitació a la qual molt poques persones tenen accés. En el cas de Duran, la Creu Roja Britànica, a través de Janet Vaughan, coneix bé els seus treballs i davant la imminència de la Segona Guerra Mundial està desitjosa de crear un servei com el que havia organitzat a Barcelona. S'establí a Manchester dedicant-se a la patologia on arribà a ser el director del departament de patologia del Hall Children's Hospital i del Monsall Hospital. Des del 1950 fou membre de l'Institut d'Estudis Catalans, i va escriure algunes de les Monografies Mèdiques. Va morir de leucèmia el 30 de març de 1957 al Royal Infermery de Manchester, tenia 51 anys.

## El Servei de Transfusió de Barcelona
En aquella època a Barcelona es realitzaven fonamentalment transfusions directes braç a braç amb la xeringa de Jubé. El Dr. Ricard Moragas publica que en 1935 s'havien realitzat en el Servei de Transfusió Sanguínia de l'Hospital de la Santa Creu i Sant Pau de Barcelona 128 transfusions totes elles de forma directa a partir de familiars en 83 ocasions, en 29 amb donants de l'hospital i en 16 amb donants "professionals". Les transfusions directes a vegades obligaven a l'exposició quirúrgica de la vena del braç, cosa que dificultava ulteriors donacions i transfusions.
En aquells moments, només el Dr. Josep Antoni Grífols i Roig realitzava transfusions indirectes amb sang així tractada en la flèbula transfusora que ell mateix havia dissenyat. Un recipient de vidre on es recollia la sang del donant en citrat i s'infonia posteriorment al receptor mitjançant la injecció d'aire al recipient de vidre. Tècnicament era de realització complicada i en utilitzar un circuit obert a l'exterior no permetia el seu emmagatzematge més enllà d'unes poques hores, a causa del risc de contaminació bacteriana.
Quan esclata la Guerra Civil, Duran s'incorpora a l'Hospital 18 situat a la muntanya de Montjuïc per col·laborar en l'atenció dels ferits que omplien tots els hospitals de la ciutat. Allí va poder observar que a vegades la quantitat de sang que s'havia de transferir era major que la que podria proporcionen un donant mitjançant la transfusió directa. A més, rep una carta de dos companys seus: Wenceslau Dutrem i Domínguez i Serafina Palma, destacats en el front, on es lamenten de la falta de sang per als ferits del front. Aquesta missiva ho acaba de decidir: abandona l'hospital i amb el suport del Servei de Sanitat de l'Exèrcit Republicà és encarregat de crear un servei que proporcionés la sang necessària per a la transfusió dels ferits tant militars com a civils.
El Servei de Transfusió se situa inicialment en unes dependències de l'Hospital 18 de Montjuïc al que s'incorpora un grup de col·laboradors, sent alguns d'ells essencials en el desenvolupament, partint gairebé de zero de la tecnologia necessària per poder dur a terme l'empresa: p. ex. Alfred Benlloch i Llorach i Enric Margarit i Aleu. Es comença una activitat febril a principis d'agost que fa possible que s'enviés la primera remesa de set litres de sang als hospitals del front d'Aragó a mitjan setembre. Posteriorment, per poder fer front a la creixent demanda i facilitar l'accés dels donants a les extraccions, es va traslladar el Servei de Transfusió al centre de la ciutat, al carrer Mallorca 216, entre Balmes i Enric Granados el 5 de febrer de 1938.

## El mètode Duran
En la primera visita del potencial donant es registrava nom, adreça i historial mèdic. Si no existien raons per a l'exclusió, es feia una extracció en què es determinava el grup sanguini i es feia la prova de Wasserman-Bordet per a detectar la sífilis. Si totes les proves eren correctes, se'l citava la setmana següent per a l'extracció. Al principi només s'extreia sang de grup O, que aniria al front de combat i sang de grup A, fet que es reservava per als hospitals de la ciutat, on es transfondria prèvia determinació del grup sanguini del receptor.
Les extraccions es feien en dejú, amb un interval d'entre tres setmanes i un mes. La quantitat de sang extreta oscil·lava entre 300 i 400 ml, que es barrejava al 10 % amb una solució de citrat al 4 %. Amb el donant en decúbit en una llitera, la zona de venipuntura (generalment la flexura del colze) es netejava amb iode i alcohol i es delimitava amb talles estèrils. L'extracció es realitzava a través d'una agulla modificada per Duran en uns matrassos d'Erlenmeyer de 500 ml que s'agitaven contínuament per afavorir la barreja de la sang amb l'anticoagulant, amb l'ajuda d'un sistema de buit.
Posteriorment es verificava l'esterilitat de la sang continguda en el matràs extraient una mostra que se sembrava en tubs d'agar i la sobrant s'utilitzava per recomprovar el grup sanguini del matràs. No obstant això, els errors en la determinació del grup sanguini hagut de, entre altres causes, a la qualitat dels reactius que eren preparats en el mateix Servei, s'aconsellava realitzar abans de la transfusió la prova biològica d'Ochlecker: injectar de 5 a 10 ml de sang, esperar de 10 a 15 minuts, i continuar la transfusió si no s'havien produït símptomes.
Si l'extracció es considerava correcta, es barrejava la sang de sis donants del mateix grup en un matràs d'Erlenmeyer de dos litres, fent-la passar per un filtre format per teixit de seda amb una grandària de porus d'uns 250 µm. Amb això s'aconseguien eliminar els coàguls i agregats que s'haguessin pogut formar durant la sagnia.
Inicialment la sang, una vegada barrejada, era col·locada en flascons de vidre amb forma de pilota d'uns 300 ml amb tap de goma a través dels quals passaven uns tubs de vidre. Quan era el moment d'utilitzar-los, la sang es feia fluir injectant aire dins del flascó a través del tap de goma amb una pera. Gràcies a la col·laboració del Dr. Cullell dels Laboratoris Pujol-Cullell aquest mètode va ser posteriorment substituït per un recipient estèril de vidre tancat sota pressió, amb un arc voltaic. Eren els anomenats tubs Rapide, una patent que el Dr. Cullell havia comprat a un enginyer madrileny. El sistema Rapide permetia que, sense cap aparell transfusor i solament amb l'agulla i el filtre que porten connectades les ampolles, es realitzés la transfusió fins i tot en primera línia de foc.
Les ampolles de sang s'emmagatzemaven a 2 °C en posició vertical un màxim de 15 dies i abans d'utilitzar-les es comprovava que existís una interfase clara entre el paquet eritrocitari i el plasma i que aquest mantingués el seu color groguenc. Les ampolles amb sobrenadant hemolític eren rebutjades. Si l'aspecte de l'ampolla era el correcte, s'escalfava al bany Maria abans de la seva administració al pacient.
El Dr. Josep Vives i Mañé, després de realitzar més de 130 transfusions amb el mètode Duran conclou: "[El método Durán] ofrece la ventaja de ser un método rápido y cómodo. Los resultados que hemos obtenido con él nos obligan a ser sus más decididos defensores, pues estamos convencidos que en el frente es insubstituible".
Un camió Diamon de quatre tones amb dos grups electrògens del Sr. Vidal, que es dedicava al transport de peix del nord, convenientment condicionat, va permetre a la fi d'agost de 1936 per primera vegada en la història transportar sang per a transfusió a una distància d'uns 300 km. Es feien enviaments setmanals al front, i s'intentava mantenir unes existències de 35 litres de sang a cada hospital.
Durant els 30 mesos que va funcionar, el Servei de Transfusió de Barcelona va registrar uns 28.900 donants, va realitzar més de 20.000 donacions, i va processar i va preparar per transfondre 9.000 litres de sang.

## Contribucions
Les aportacions a la medicina del doctor Duran i Jordà, pioner del servei modern de transfusió sanguínia, són admirables; més encara si es pren en consideració les circumstàncies i limitacions del moment:
- La millor manera de tractar la sang no era portar-la d'hospital en hospital, sinó crear una organització gran i estable que proporcionés tal servei. Actualment se segueix apostant per la centralització.
- Amb gran olfacte, va veure ràpidament que les investigacions del moment, que apostaven per la sang extreta de cadàvers, anaven mal encaminades. Era imprescindible utilitzar donants vius. Avui dia són donants voluntaris.
- Promoció de donació de sang. La convocatòria de donants es feia a través de crides per ràdio, en concerts...
- Duran va determinar que l'extracció de sang havia de fer-se en dejú. Avui dia no és així: cal haver fet la digestió.
- També va determinar que, entre extracció i extracció, havien de passar un període de tres setmanes Actualment cal esperar 60 dies. Les dones poden donar tres vegades a l'any; els home, quatre.
- La filtració de la sang, calia fer-la sempre en sistemes tancats al buit per evitar la contaminació. Igual que avui dia, però amb tècniques més avançades.
- Ignorant en aquell moment l'existència dels grups Rh, el doctor va tenir la genial idea de barrejar la sang de sis donants del mateix grup per reduir al màxim els possibles riscos. En l'actualitat, cada pacient rep el seu mateix grup sanguini.
- Conservar la sang en fred, a una temperatura d'entre 2 i 4 graus. Encara segueix fent-se així.
- Duran i Jordà va acabar amb la transfusió de braç a braç i va fomentar l'actual autoinjectable.
- Va perfeccionar el recipient de cristall que s'utilitzava per guardar la sang. Va utilitzar vidre transparent i neutre amb dos compartiments: un, en la part inferior, amb capacitat de 400 cm² que contenia sang i un altre, en la part superior, que portava aire ultra filtrat a dues atmosferes de pressió. En els nostres dies s'utilitzen unes bosses de plàstic, totalment esterilitzades, que serveixen per emmagatzemar els components de la sang.
- Va insinuar la utilitat de les transfusions de fraccions de sang (plasma, plaquetes…)
- Es va habilitar la primera unitat mòbil per al transport de sang del món, un camió frigorífic d'un repartidor de peix. Ara, la unitat mòbil està equipada amb safates de butanodiol per controlar la temperatura de les donacions de sang

## Corol·lari
Frederic Duran Jordà va ser un pioner en el camp de l'hemoteràpia, ja que va crear per primera vegada en la història un servei de transfusions en el sentit modern del terme. Ho va dur a terme gràcies a la seva mentalitat analítica i pràctica i per la seva capacitat de saber-se envoltar d'un equip humà que va fer possible crear, a partir gairebé del no-res, la tecnologia necessària. La tecnologia amb el pas dels anys ha quedat obsoleta, però els principis i els fonaments teòrics sobre els quals ho va implantar, com per exemple l'assegurar l'absència de contaminació bacteriana de les unitats de sang, segueixen plenament vigents.

## Obres
- Anàlisi i tècnica coprològica (1931)[1]
- Anàlisi i tècnica exploratòria de la glàndula hepàtica (1934)[1]
- Histopatologia d'una capa d'epiteli semiescamós pla que cobreix les mucoses digestives (1957)